# A sosit ziua răzbunării
A sosit ziua răzbunării sau Capcana (în engleză Behold a Pale Horse) este un film dramatic american din 1964, regizat de Fred Zinnemann.

## Rezumat
Imaginile prezintă evenimentele Războiului Civil din Spania și un șir de refugiați spanioli care trec granița în Franța după înfrângerea de către franchiști. Luptătorul republican de gherilă Manuel Artiguez se îndepărtează de graniță și se întoarce spre Spania. Prietenii săi îl opresc, spunându-i: „Manuel, războiul s-a terminat!”.
Douăzeci de ani mai târziu, un băiat pe nume Paco îl întreabă pe un bărbat pe nume Pedro de ce Artiguez, care este legendar pentru rezistența sa înverșunată față de Franco chiar și după înfrângerea republicanilor, și-a încetat raidurile de gherilă împotriva franciștilor din Spania. Pedro îl trimite pe Paco în Franța pentru a-i găsi pe unchiul său și pe Artiguez. Paco îi spune lui Artiguez că vrea să-l ucidă pe Viñolas, un ofițer al Gărzii Civile, ca răzbunare pentru uciderea tatălui său, și că tatăl său a fost ucis pentru că a refuzat să spună poliției unde să-l găsească pe Artiguez, pe care Viñolas trebuie să-l captureze dacă vrea să-și păstreze gradul în Gardă.
Viñolas a aflat că mama lui Artiguez este pe moarte și îi întinde o capcană la spitalul din San Martín pentru a-l prinde pe Artiguez, presupunând că acesta va merge acolo. Simpatizantă republicană tipică, ea este disprețuitoare și profund suspicioasă față de tot clerul catolic, dintre care unii au colaborat cu Spania franchistă atât în timpul cât și după război. În schimbul informațiilor despre dispunerea spitalului și a zonei înconjurătoare, Paco îi spune lui Artiguez să dea peste Viñolas pentru el.
Mama lui Artiguez îi cere unui preot să-și avertizeze fiul să nu o viziteze, deoarece știe că Garda îl va aștepta. După ce Viñolas și-a întins capcana, mama lui Artiguez moare, dar Viñolas trimite un spion pentru a-l convinge pe Artiguez că este în viață și că Artiguez ar trebui să o viziteze. Artiguez nu este acasă când sosește preotul, așa că acesta îi spune lui Paco să transmită mesajul că mama lui Artiguez este deja moartă și că nu ar trebui să meargă la San Martín. De asemenea, preotul îi dă lui Paco o scrisoare prin care îl avertizează pe Artiguez că a văzut un colaborator la sediul gărzii.
Paco aruncă scrisoarea în toaletă și nu transmite mesajul verbal, deoarece crede că preotul minte. Mai târziu, Paco îl recunoaște pe bărbatul din casa lui Artiguez drept Carlos și îi spune lui Artiguez despre mesajul preotului. Pedro îl crede pe băiat, dar Artiguez nu poate crede că prietenul său Carlos l-ar trăda. Artiguez îi duce pe Paco și Carlos la Lourdes pentru a-l găsi pe preot. Dar preotul a fost întârziat pe drum și, cum nu este acolo, îl eliberează pe Carlos. Pe drumul de întoarcere, îl văd pe preot și îl duc cu forța la casa lui Artiguez. Când Carlos se întoarce la casa lui Artiguez pentru a-și lua rucsacul, Artiguez îi cere preotului să iasă afară. Carlos, știind că este expus, îl atacă pe Artiguez și evadează.
Preotul încearcă să depășească antipatia lui Artiguez față de toți clericii. Artiguez mărturisește că a știut dintotdeauna că mama sa era bolnavă, dar nu a vizitat-o înainte să moară pentru că nu mai este la fel de curajos ca în tinerețe. Jenat de faptul că și-a recunoscut vulnerabilitatea, Artiguez îi permite preotului să fie eliberat și, după multe dezbateri interne, decide să călătorească oricum la San Martín, probabil cu misiunea de a-l ucide pe Viñolas. Odată ajuns în San Martín, Artiguez întâlnește un lunetist franchist pe acoperișul spitalului și îl ucide. Ridicând pușca lunetistului, îl vede pe informatorul Carlos (care se află cu poliția într-o clădire din apropiere) uitându-se pe fereastră pentru a vedea ce a provocat agitația. Artiguez se oprește pentru scurt timp și apoi îl împușcă pe Carlos, omorându-l. Odată intrat în spital, acesta ucide mai mulți ofițeri, dar în cele din urmă este împușcat.
Soldații și ofițerii îl felicită pe Viñolas pentru că, în sfârșit, și-a ucis inamicul, dar acesta îl întreabă pe unul dintre locotenenții săi, știind că mama sa era deja moartă și că îl aștepta o capcană, de ce s-a întors Artiguez. La morgă, trupurile lui Artiguez, ale mamei sale și ale celor pe care îi ucisese sunt așezate la rând.

## Distribuție
- Gregory Peck as Manuel Artiguez, o gherilă republicană îmbătrânită
- Anthony Quinn as căpitanul Viñolas, un căpitan al Gărzii Civile Francoiste
- Omar Sharif - Francisco, preotul
- Raymond Pellegrin - Carlos, prietenul lui Artiguez
- Paolo Stoppa - Pedro
- Mildred Dunnock - Pilar Artiquez, mama lui Artiguez
- Christian Marquand - Zaganar
- Carlo Angeletti - Paco
- Daniela Rocca - Rosanna
- Rosalie Crutchley - Teresa Viñolas
- Michael Lonsdale - reporterul

## Producție
A sosit ziua răzbunării a fost coprodus de Columbia Pictures împreună cu Zinnemann (Highland Productions) și Peck (Brentwood Productions) ci guvernul Spaniei franchiste, în opoziție cu subiectul filmului, a refuzat să permită filmarea în Spania. Planurile exterioare au fost filmate în Franța la Biarritz pe la Côte Basque și în locații din Béarn precum Pau, Oloron, Gotein-Libarrenx, La Brèche de Roland, bazilica de la Lourdes și la studiourile St. Maurice din Vincennes. Decorurile filmului au fost concepute de directorii artisticii Auguste Capelier și Alexandre Trauner.
Filmările au început pe 13 iunie 1963 și au continuat timp de peste 100 de zile, depășind cu aproape o lună programul. După ce Columbia a proiectat filmul în avanpremieră pentru publicul american, studioul a adăugat o secvență introductivă pentru a oferi informații referitoare la Războiul civil spaniol; clipuri din documentarul To Die in Madrid⁠(d) au fost intercalate cu dialoguri care explicau conflictul.
Partitura pentru A sosit ziua răzbunării a fost compusă și dirijată de Maurice Jarre. Instrumentația constă în principal din chitară în stil spaniol, instrumente lemn, clavecin și harpă.
Partitura a fost lansată inițial de Colpix Records⁠(d) ca LP în Statele Unite și ca EP cu două piese în Franța. În aprilie 2007, Film Score Monthly a relansat partitura pe CD (inclusiv cele două piese unice din EP) însoțită de partitura filmului Damn the Defiant.
Tema principală a partiturii a fost inclusă și pe CD-ul lui Maurice Jarre at Abbey Road din 1992, cu Jarre dirijând Royal Philharmonic Orchestra⁠(d).

## Recepție
Într-o recenzie contemporană pentru The New York Times, criticul Bosley Crowther scria:
Este păcat că un film realizat atât de frumos precum A sosit ziua răzbunării și care are atâta atmosferă în el, așa cum are fără îndoială acesta, ar trebui să fie lipsit de substanță dramatică și de urgență emoțională. Dar asta este ceea ce lipsește în acest film... Antagoniștii, ale căror ură și teroare nu sunt niciodată făcute să iasă la iveală cu căldură, sunt în mod curios ținuți în orașe diferite până la ultima scenă incendiară din film. Pasiunile lor sunt academice, hotărârile lor vagi și abstracte. Tensiunea - câtă există - este jucată în principal de intermediari ocazionali. Într-adevăr, este dificil de determinat ce se întâmplă în timp ce personajele se deplasează vag de la San Martin la Pau la Lourdes și apoi înapoi în orașul spaniol pentru deznodământ. Dar până atunci probabil că vă veți simți indiferenți față de ceea ce se întâmplă... Drama este prea difuză pentru emoție. Așa cum am spus, este păcat.
Reacția a fost dezamăgitoare, dar a fost justificată. Punctul pur și simplu nu a trecut. Am luat prea multe de bune. Credeam că Războiul Civil Spaniol este încă printre noi, dar se pare că este mort, în ciuda tuturor acelor refugiați. Erau și alte probleme - cu guvernul Franco. Eu am fost de vină pentru că am considerat Garda Civilă Spaniolă drept „grei”. Sunt vaci sacre. Columbia a avut mult de suferit de pe urma interdicției impuse de Franco asupra filmelor lor din cauza filmului „Pale Horse”, dar au fost foarte buni în această privință. 
Răspunzând criticilor potrivit cărora A sosit ziua răzbunării prezenta asemănări cu filmul Lawrence al Arabiei din anul precedent, în care figurau doi dintre aceiași actori principali, regizorul Fred Zinnemann a declarat: "Nu mă simt obligat să am succes, succesul poate fi periculos - ai impresia că le știi pe toate. Am învățat foarte multe din eșecurile mele".
Omar Sharif a numit A sosit ziua răzbunării un „film prost” realizat de un „regizor bun”.